# Harrhof (Allersberg)
Harrhof ist ein Gemeindeteil des Marktes Allersberg im Landkreis Roth (Mittelfranken, Bayern). Harrhof liegt in der Gemarkung Altenfelden.

## Geographische Lage
Das Dorf liegt in einer Waldlichtung etwa 2,5 km nördlich von Allersberg. Der Geislachgraben, ein Zufluss des Finsterbaches, entspringt am Ortsrand. Eine Gemeindeverbindungsstraße führt nach Eppersdorf (1,8 km südöstlich) bzw. zur Staatsstraße 2225 (0,6 km nordwestlich).

## Geschichte
Harrhof wurde 1364 erstmals urkundlich erwähnt. Gegen Ende des 18. Jahrhunderts bestand Harrhof aus zwei Anwesen und einem Gemeindehirtenhaus. Das Hochgericht übte das pfalz-neuburgische Landrichteramt Allersberg aus. Das Niedergericht und die Grundherrschaft standen dem Kloster Seligenporten zu. Im Rahmen des Gemeindeedikts (frühes 19. Jahrhundert) wurde Harrhof dem Steuerdistrikt Allersberg und der Ruralgemeinde Eppersdorf zugewiesen, die nach 1820 in die Gemeinde Altenfelden eingegliedert wurde. Am 1. Juli 1971 erfolgte im Zuge der Gebietsreform in Bayern die Eingemeindung nach Allersberg.

### Einwohnerentwicklung
| Jahr      | 001818 | 001836 | 001861 | 001871 | 001885 | 001900 | 001925 | 001950 | 001961 | 001970 | 001987 |
| Einwohner | 35     | 29     | 42     | 43     | 33     | 33     | 32     | 37     | 48     | 47     | 61     |
| Häuser    | 5      | 2      |        |        | 6      | 6      | 5      | 6      | 7      |        | 17     |
| Quelle    | [ 11 ] | [ 12 ] | [ 13 ] | [ 14 ] | [ 15 ] | [ 16 ] | [ 17 ] | [ 18 ] | [ 19 ] | [ 20 ] | [ 1 ]  |

## Religion
Harrhof ist römisch-katholisch geprägt und bis heute nach Mariä Himmelfahrt (Allersberg) gepfarrt. Die Einwohner evangelisch-lutherischer Konfession waren ursprünglich nach St. Georg (Pyrbaum) gepfarrt, seit den 1960er Jahren ist die Pfarrei Allersberg zuständig.